# کریگر (دهانه)
کریگر یک دهانه برخوردی در ماه است.

## دهانه‌های اقماری
این دهانه ۱ دهانه اقماری دارد.
| Krieger | عرض جغرافیایی | طول جغرافیایی | قطر         |
| ------- | ------------- | ------------- | ----------- |
| C       | ۲۷٫۷° N       | ۴۴٫۶° W       | ۴٫۰ کیلومتر |